# Hymn Melilli
Himno de Melilla jest oficjalnym hymnem Melilli, hiszpańskiej enklawy w Afryce.
Autorką słów jest Ana Riaño López, a muzykę napisała Aurelia Eulalia López Martín.
Słowa hymnu Melilli:
Entonemos un himno delante

de la ilustre Melilla con voz

que, arrancando del pecho, levante

de los labios un grito de amor.
Un pedazo de España, Melilla,

que de tres religiones surgió:

musulmana, cristiana y judía,

y al calor de sus rezos creció.
Melilla faro fiel,

muralla azul, puerta de gloria,

luz y coraza de doncel,

caudal de un sur para la Historia.
Mirad sus hijos, su esplendor,

racimos tiernos de laurel

que ciñe a un solo corazón.

Un pueblo inmenso puesto en pie.
Marinera entre piedras levanta

las raíces que España le dio,

generosa regala su savia

y la ofrenda con gozo y ardor.
Levantad tantas frentes al cielo,

que del cielo no vean el mar.

Apretad tantos brazos que el vuelo

sea un estruendo de gloria y de paz.
Y de paz.